# 진주시의 지질

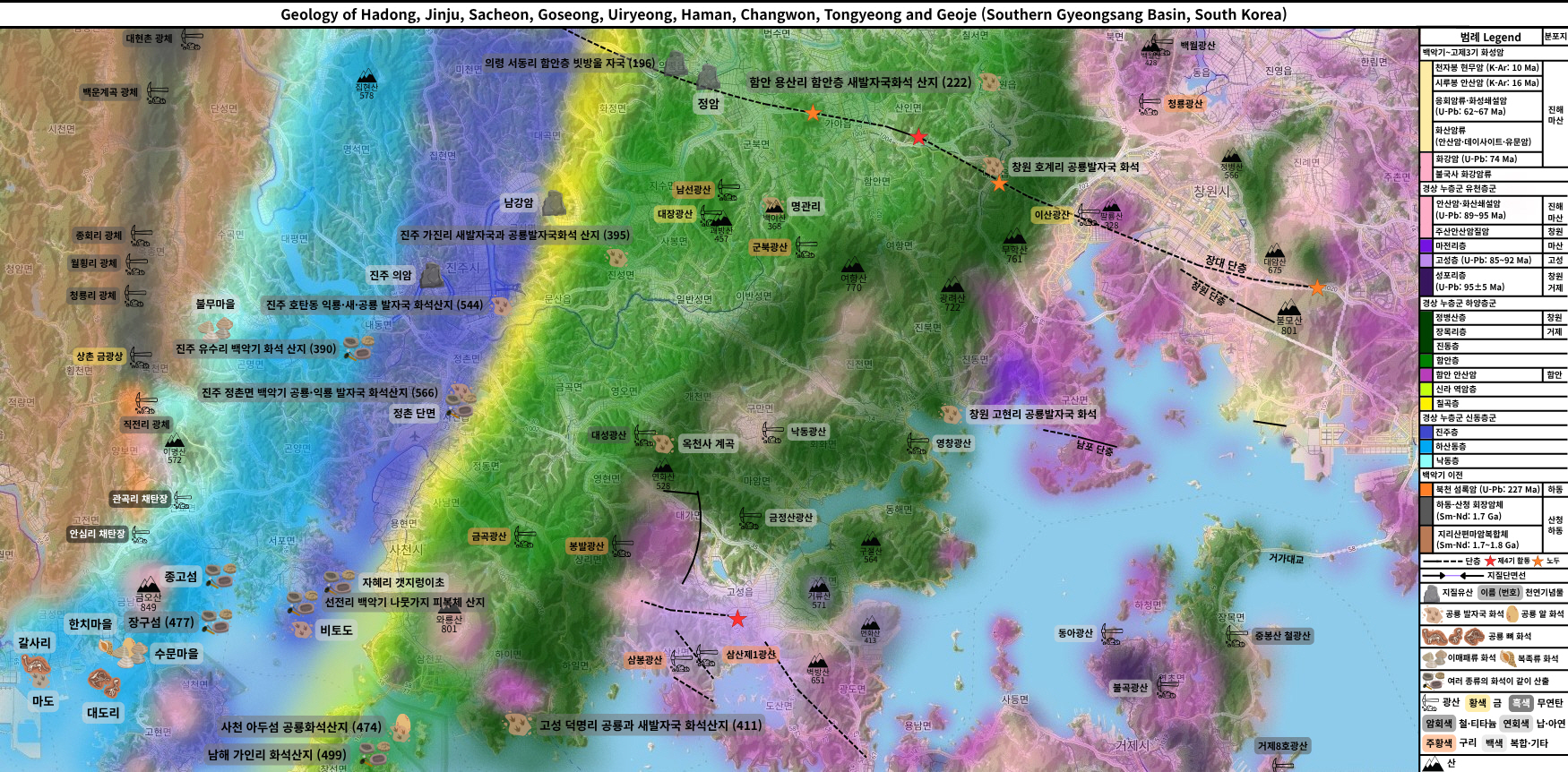
경상 분지 남부 하동군의 지질, 진주시의 지질, 사천시의 지질, 의령군의 지질, 함안군의 지질, 고성군 (경상남도)의 지질, 통영시의 지질, 거제시의 지질, 창원시의 지질

본 문서에서는 경상남도 진주시의 지질과 진주시 지역에 분포하는 진주 유수리 백악기 화석 산지, 진주 호탄동 익룡·새·공룡 발자국 화석산지와 등 진주시의 화석 산지에 대해 설명한다.

## 개요
경상남도 진주시는 영남 지괴/영남 육괴에 속하는 서쪽 끝 지역을 제외한 전 지역이  경상 분지에 속해 있어 중생대 백악기의 퇴적암 지층 경상 누층군이 분포한다. 따라서 진주시에는 최서단에 영남 지괴/영남 육괴의 선캄브리아기 암석이 조금 분포하고 서쪽에서 동쪽으로 갈수록 낙동층, 하산동층, 진주층, 칠곡층, 신라 역암층, 함안층, 진동층이 차례로 분포하며 진주시 동쪽으로 갈수록 암석의 연대가 젊어진다. 진주시에 분포하는 경상 누층군의 지층 중 하산동층에 진주 유수리 백악기 화석 산지가, 진주층에 진주익룡발자국전시관, 진주 호탄동 익룡·새·공룡 발자국 화석산지와 진주 정촌면 백악기 공룡·익룡발자국 화석산지 등의 지질유산이 있다.
1:5만 지질도 상으로, 
- 단성 지질도폭(1968) 남동부 (수곡면, 대평면, 명석면 오미리)[3]
- 진주 지질도폭(1969) 대부분 (명석면, 집현면, 미천면, 대곡면, 진성면 북·중서부, 금산면, 시가지 판문동-충무공동 이북 지역, 문산읍 북부, 지수면 용봉리, 사봉면 마성리)[4]
- 의령 지질도폭(1963) 남서부 (지수면, 사봉면, 이반성면 북부)[5]
- 진교 지질도폭(1965) 북동부 (수곡면 원외리, 대평면 내촌리, 당촌리)[6]
- 사천 지질도폭(1969) 북부 (내동면, 평거동 남부, 주약동 남부, 가좌동, 호탄동, 문산읍 중·남부, 정촌면, 금곡면, 진성면 남서부)[7]
- 진동리 지질도폭(1963) 북서부 (일반성면, 이반성면 남부)[8]

에 해당한다.

## 경상 누층군낙동층
낙동층(Nakdong formation, 洛東層) 또는 원지층(Wonji formation, 院志層)은 경상 누층군 신동층군의 최하부 지층으로, 영남 육괴에 해당하는 선캄브리아기의 암석을 부정합으로 덮는다. 낙동층은 경상 분지 가장 서쪽에서 경상북도 상주시 사벌국면에서 전라남도 광양시에 이르기까지 측방으로 약 200 km 연장되어 분포한다. 낙동층은 암회색 이암, 셰일, 역암 및 사암으로 구성되며 하부에 탄질셰일, 흑색 셰일 및 무연탄을 협재한다.
단성 지질도폭(1968)에 의하면 편마암 및 편암으로 구성된 선캄브리아기 변성암류를 부정합으로 덮으며 산청군에서 넘어와 진주시 대평면 대평리, 상촌리, 수곡면 효자리, 원내리 지역에 분포하고 이후 하동군옥종면, 사천시 곤명면 지역으로 이어진다. 선캄브리아기 기반암과 낙동층의 경계는  낙동층의 기저는 함력사암으로 구성되며 5 cm 내외, 최대 1 m 크기의 자갈을 함유하고 자갈의 종류는 유백색 분암, 회색 규암, 유백색 석영맥, 우백 화강편마암, 화강암질 편마암 등이다. 
원지층은 하부로부터 기저 함력사암층 6 m, 조립 알코스질사암 약 100 m, 회색 중립사암 50 m, 회색 세립질사암 200 m 및 회색 셰일 350 m의 순서으로 되어 있다. 이들 사암 중에는 회색 셰일이 간간히 협재되어 호층을 이루는데 조립질인 부분에서는 셰일의 두께가 사암층의 그것보다 작으며 세립질사암 중의 셰일층의 두께는 증가하여 사암층보다 두껍다. 세립질 사암 중에는 셰일의 협재가 거의 없으며 상부로 향하여 셰일로 점이된다. 셰일층 위에는 두께 약 0.3 m 내외의 연속성이 좋은 암회색 석회암층이 있으며 이는 원지층 최상부에 해당한다. 이 석회암층은 그 상부에 조개 모양의 요철(凹凸) 구조가 발달하는데 이는 하산동층 퇴적 직전에 약간의 침식 작용이 있었음을 지시한다.
진주시 지역에서의 낙동층 두께는 약 550 m이다. 오재호 외(1995)는 경상 누층군 내 석유 부존 가능성을 조사하며 남해고속도로를 따라 낙동층의 노두를 다음과 같이 기재하였다.
- 낙동층 하부에 해당하는 노두는 남해고속도로 하동 나들목에서 약 2 km 동쪽에 위치한다. 이 노두의 최하부는 편마암으로 구성된 기반암이며 기반암 상부 불규칙한 부정합 상부에는 탄질셰일，(암)회색의 니질사암으로 구성된다. 괴상 및 희미한 층리를 보이는 사암과 역질이암도 분포한다. 노두의 중부는 4매의 상향세립화 경향을 보이는 역암，역질사암 및 사암과 녹회색의 니질사암으로 구성된다. 역들은 주로 화강(편마)암, 규암, 화산암 등으로 구성되며 수평연장성이 불량한 이암층도 분포한다. 암석은 대개 괴상이지만 일부 층리를 보인다. 노두의 상부는 (녹)회색의 니질사암，화산퇴적물 및 얇은 사암이 교호한다.
- 낙동층 최상부에 해당하는 노두는 남해고속도로 진교 나들목에서 약 2 km 서쪽에 위치한다. 이 노두의 하부는 회색 이암과 니질사암，(극)세립 사암이 교호한다. 노두의 중부는 괴상, 층리 및 사층리를 보이는 중립사암으로 구성된다.노두의 상부는 (암)회색 니질사암을 침식하며 퇴적된 조립 및 중립 사암으로 구성되며 상향 세립화 경향을 보인다.

## 경상 누층군하산동층
하산동층(Hasandong Formation)은 대구광역시 달성군 하빈면 하산리를 표식지로 하여 경상북도 의성군에서 전라남도 여수시까지 측방으로 200 km 연장되는 경상 누층군 신동층군의 지층이다. 

### 암상
진주 지질도폭(1969)에 의하면 원지층(낙동층) 상위에 정합으로 놓이며 명석면 대부분 지역과 판문동, 귀곡동에 거의 남-북 방향으로 분포한다. 마동층과 낙동층(원지층)과의 경계는 원지층의 회색 사암 위에 놓이는 자색(赭色) 사질셰일 또는 셰일을 이 층의 하한으로 정하였다. 그러나 이 회색 사암과 자색 사질셰일 또는 셰일은 각각 모두 그 층준 상에서 첨멸하기도 하기 때문에 이 경계는 상당히 임의적인 것이다. 이 지층은 담회색 알코스질사암, 녹회색 내지 회색 사질셰일, 셰일, 자색 사질셰일의 호층으로 되어 있으며 얇은 석회암층을 수 매 협재한다. 전체적으로는 하부 원지층과의 경계 부근에서는 담회색 알코스질사암이 우세하고 상부로 가면서 점차 (사질)셰일이 많아져 중부는 이들이 우세하고 다시 상부에서는 담회색 알코스질사암이 우세해진다. 담회색 알코스질사암은 대체로 수 미터 정도의 두께이며 부분적으로 자갈을 함유한다. 녹회색 내지 회색 (사질)셰일은 수십 센티미터~수십 미터의 두께를 가지며 셰일보다는 사질 셰일이 더 우세하다. 하산동층은 대체로 북동 10~30° 주향에 경사는 남동 5~10°이고 두께는 1,200 m이다.
단성 지질도폭(1968)에 의하면 진주시 명석면 오미리에서 대평면 당촌리까지 북북동-남남서 방향으로 분포한다. 마동층 기저는 자색(紫色)의 석회질-사질셰일로 낙동층(원지층) 최상부 암회색 석회암을 덮고 있으며 두께는 5~6 m이다. 그 상위에는 회색 세립질 사암과 회색 셰일이 거의 같은 두께(1~2 m)로 호층을 이루며 약 800 m에 달하는데 간간히 자색(紫色)을 띠는 부분이 협재된다. 세립질사암은 장석 입자를 많이 함유하는 층과 거의 함유하지 않는 석영사암으로 구성된다. 마동층 하부의 사암층은 특히 박편(薄片)상으로 깨어지는 성질이 있다.
진교 지질도폭(1965)에 의하면 원지층 최상부 암회색 석회암층을 경계로 원지층과 구분되며 원지층을 정합으로 덮고 사천시 곤명면 금성리, 본촌리, 신흥리, 정곡리, 성방리, 곤양면 묵곡리, 송전리, 맥사리, 서포면 금진리, 외구리 지역에 분포한다. 본 층의 기저는 원지층 최상부 석회암을 덮는 약 30 m 두께의 자색(赭色) 석회질 셰일로 되어 있으며 위로 계속 사암과 셰일이 교호층을 이루고 있으나 대체적으로 본 층은 하부의 녹회색 셰일대, 중부의 사암대, 상부의 자색(赭色) 셰일대로 구분할 수 있으며 전체 두께는 1,070 m이다. 두께 460 m의 하부 녹회색 셰일대는 중립 내지 세립질 사암과 호층을 이루며 수 매의 자색 셰일 및 사질셰일층이 협재된다. 두께 480 m의 중부 사암대는 대체적으로 세립 내지 중립질 사암층으로 되나 세립질이 우세하며 알코스질인 것이 많다. 본 사암 내에는 간간히 자색(赭色), 회색, 녹회색 셰일이 협재된다. 두께 130 m의 자색 셰일대는 주로 자색 셰일로 구성되고 수 매의 엷은 중립질 사암층이 협재된다.
사천 지질도폭(1969)에 의하면 진주시 내동면 내평리와 유수리 등지에 북북동 방향으로 분포하며 상, 중, 하로 구분된다. 하부 녹회색 셰일대는 중립 내지 세립질 사암과 호층을 이루고 자색 및 사질 셰일이 협재된다. 중부 사암대는 세립 내지 중립질 사암층에 간간히 자색, 회색, 녹회색 셰일이 협재된다. 상부 자색 셰일대는 주로 자색 셰일에 중립질 사암이 협재된다. 지층의 주향은 북동 30°, 경사는 남동 10°, 두께는 500 m이다.
오재호 외(1995)는 경상 누층군 내 석유 부존 가능성을 조사하며 남해고속도로를 따라 하산동층의 노두를 다음과 같이 기재하였다. 하산동층은 적색이암의 첫 출현으로 낙동층과 구분되며 최종 출현으로 진주층과 구분된다.
- 하산동층 하부의 노두는 남해고속도로 진교 나들목 부근에 발달한다. 이 노두의 하부는 괴상 내지 엽리상 적색 이암 및 실트스톤과 괴상 및 층상의 (극)세립 사암이 교호하고 생교란, 흔적 화석도 많다. 노두의 중부는 적색 이암을 침식하며 발달한 2매의 중립사암이 있다. 두 사암체의 경계는 박층의 회색 니질사암이나 이 니질사암은 상부 사암에 의해 침식되어 상하부 사암체의 경계가 불분명한 경우도 있다. 그러나，이 사암체를 측면으로 계속 추적하면 상하부 사암체 사이에는 두꺼운 적색 이암이 분포하며，여기서 상부 사암체는 하부의 적색 이암을 계단상으로 침식한 하도의 측면 경계를 보인다. 노두의 상부는 두꺼운 적색 이암이 우세하며 괴상의 사암도 있다. 일부 이암은 흑색 탄질셰일로 구성된다.
- 하산동층 중부의 노두는 남해고속도로 진교터널 인근에 발달한다. 이 노두는 4매의 사암층과 적색/회색의 이암이 교호한다.
- 하산동층 상부의 노두는 남해고속도로 곤양 나들목에서 3 km 동쪽에 발달한다. 이 노두의 하부는 적색 및 녹회색 니질사암으로 구성되며 수~수십 cm의 세립사암이 협재된다. 노두의 중부는 7 m 이상의 두꺼운 사암체이다.
- 하산동층 최상부의 노두는 남해고속도로 곤양 나들목에서 5 km 동쪽[10]의 절개면에 발달한다. 이 노두의 하부는 2매의 역질사암체와 적색 니질사암이 교호한다. 역질 사암체의 두께는 2~4미터이며, 점이층리가 발달하고, 하부의 적색 이암을 침식하고 있다. 노두의 중부 및 상부는 두꺼운 적색 이암과 수평 연장성이 불량한 사암층이 교호한다.

### 진주 유수리 백악기 화석 산지

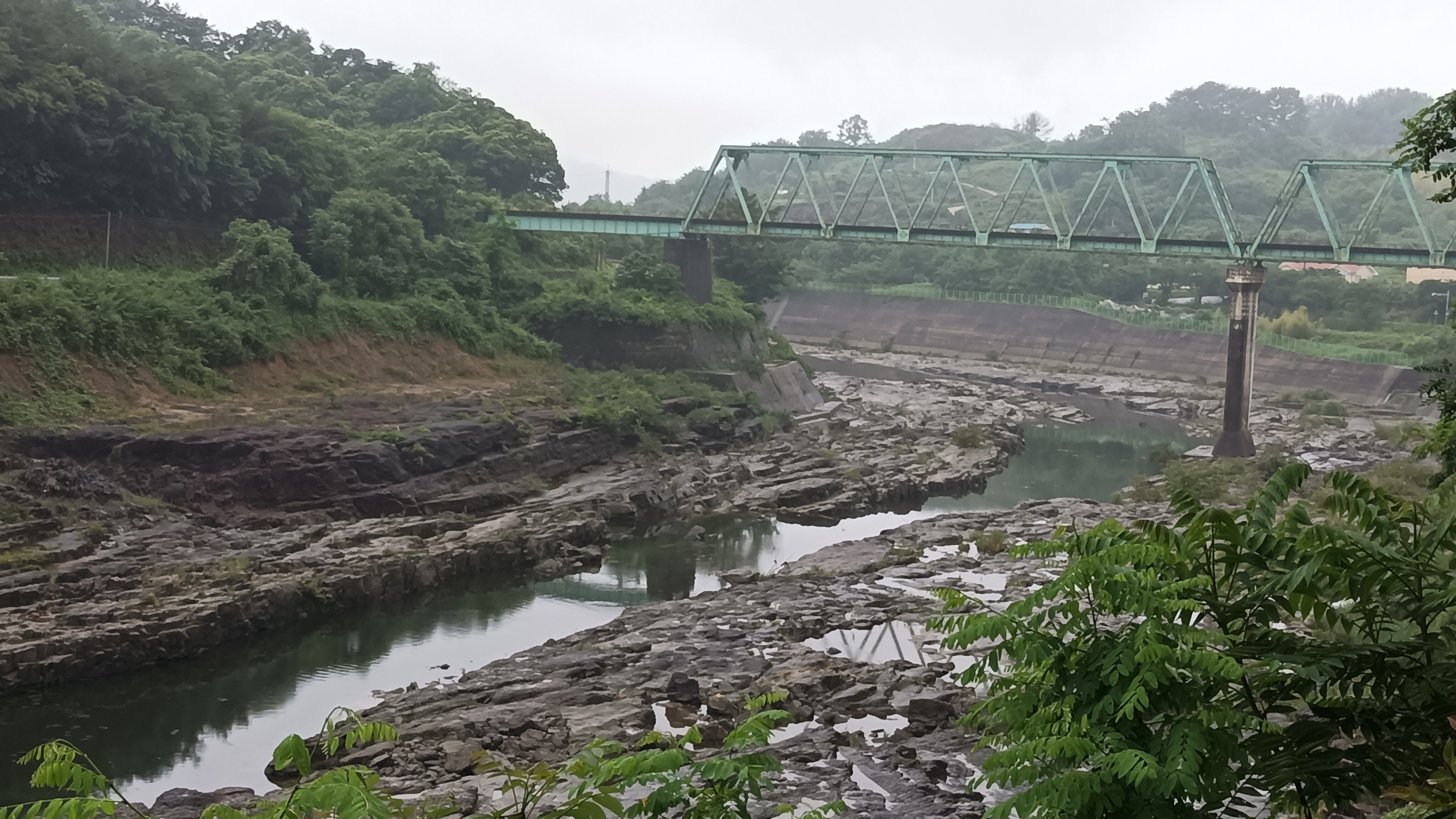
진주 유수리 백악기 화석 산지의 가화천과 하산동층

진주 유수리 백악기 화석 산지는 진주시 내동면 유수리 483 (북위 35° 08′ 02.23″ 동경 128° 01′ 18.74″ / 북위 35.1339528°  동경 128.0218722° ) 가화천 하천 상에 위치한 화석 산지이다. 이곳의 하산동층에는 공룡 견갑골과 지골 화석, 공룡 발자국 화석, 공룡 발톱 화석, 악어 이빨 화석, 거북의 배갑 화석, 이매패류 화석, 탄화된 나무 그루터기 화석, 스트로마톨라이트, 생흔 화석 등 다양한 화석이 발견된다. 내동면 유수리 부근의 하상은 가화천이 흐르는 곳으로서 공룡의 골격, 이빨 화석 등이 보고된 바 있으며, 이와 함께 연체 동물의 화석, 스트로마톨라이트 등의 지질 기록이 산출되어 1997년 12월 천연기념물 제390호로 지정되었다. 이들 공룡 화석층과 주변 퇴적암 지층의 지질로부터 하산동층 퇴적 당시 이 지역에는 사행 하천과 호소 등이 발달해 있는 충적 평야가 펼쳐져 있었으며, 당시의 기후 조건은 건기와 우기가 발달하는 비교적 건조한 환경이었음을 알 수 있다.
진주시 유수리에 분포하는 하산동층의 상부는 범람원 상에 발달된 호성 퇴적층이다. 이 지층은 두께 4.6 m, 횡연장 400 m 의 암회색층으로 하도퇴적층을 기저로 하여 하부로부터 셰일과 세립사암 내지 실트스톤의 교호층, 셰일과 석회질 이암의 교호층, 얇은 셰일을 협재하는 세립사암층 순서로 구성되며 상한은 암회색층의 협재 없이 녹회색 사암과 녹회색 또는 자색 셰일의 호층이 시작되는 부분이다. 이 퇴적층에는 탄화된 나무 그루터기와 나뭇가지, 나무껍질 등이 발견되고 셰일층 내에는 Trigonioides와 Nagdongia 등의 이매패류 화석이 발견되며 자라의 등갑편도 발견된다. 이 퇴적층의 발달 특성은 하산동층 퇴적 당시 짧은 기간의 기후 변동이 일어났음을 지시한다. 이 일대에는 방해석으로 채워진 건열(desiccation crack)과 고토양(Palaeosol)도 발달한다. 이 지역에서 나타나는 건열의 특성은 습윤과 건조가 반복되는 계절성 기후를 지시한다.
김정률과 백인성(2008)은 진주시 유수리의 하산동층에서 비해성의 흔적 화석인 Diplocraterion luniforme을 발견하였다. 이 화석은 범람원 호수 환경에서 퇴적된 것으로 생각되는 회색 셰일에서 나왔다. 이외에 흔적 화석인 Planolites ichnosp., Skolithos ichnosp. and Taenidium ichnosp.도 같이 관찰된다.
최승 외(2022)는 진주시 이현동의 하산동층에서 거북이 Oogenus Testudoolithus의 알과 알껍데기 화석을 발견했다.

## 경상 누층군진주층

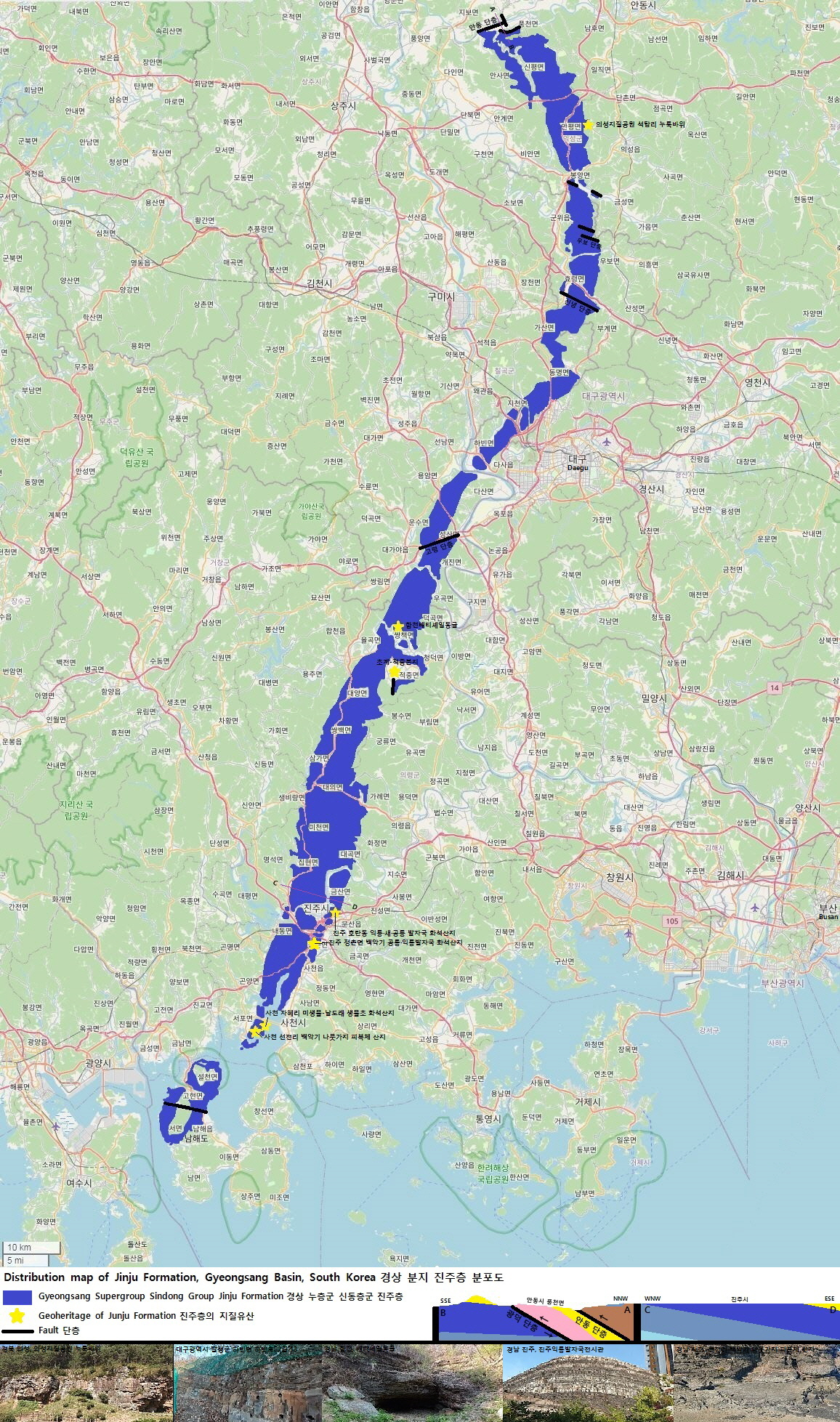
진주층의 분포도

진주층(Jinju formation, 晋州層) 또는 동명층(Dongmyeong formation, 東明層)은 경상 누층군 신동층군의 최상부 지층으로, 주로 셰일과 사암으로 구성되며 경상북도 안동시 서부에서 대구광역시를 지나 경상남도 진주시와 남해군까지 측방으로 약 200 km 연장된다. 지층의 이름은 경상남도 진주시에서 유래되었다. 진주층은 경상 누층군의 지층 중 체구(體軀)화석의 산출이 가장 많은 지층으로, 다양한 종류의 무척추동물 화석과 척추동물 화석(어류와 공룡)의 산출이 보고되었으며, 천연기념물 제534호 진주 호탄동 익룡·새·공룡 발자국 화석산지와 같이 공룡과 익룡, 파충류, 양서류, 포유류 등의 다양한 척추동물 발자국과 무척추동물 생흔화석 등이 보고되었다. 이와 함께 여러 종류의 겉씨식물 잎화석이 진주층에서 산출한다. 2021년 사천시 비토도의 진주층에서는 한국에서 가장 오래된 새발자국 화석이 발견되었다. 진주층의 두께는 표식지인 경상남도 진주시 지역에서 최대 1,800 m이다.

### 암상
진주 지질도폭(1969)에 의하면 마동층(하산동층)을 정합으로 덮으며 진주시 미천면 지역에서 대곡면, 집현면 대부분 지역, 진주시 시가지 지역에 분포한다. 마동층과 진주층의 경계는 마동층 최상부에 오는 자색(赭色) (사질) 셰일 위에 놓이는 흑색 셰일의 하한으로 정한다. 자색 (사질) 셰일과 흑색 셰일 사이에는 담회색 알코스질사암이 협재되나 이 사암은 동일 층준에서 단속(斷續)된다. 또한 경계로 정한 마동층 상부 자색 사질셰일과 진주층 하부의 흑색 셰일도 모두 연속상이 불량하고 단속적이므로 이 진주층과 마동층의 경계도 임의적이다. 진주층의 구성 암석의 특징은 마동층에 없는 흑색 셰일이 협재되고 마동층에서 나오는 자색의 사질 셰일이나 셰일은 이 층에서 전혀 볼 수 없다. 그 외에 담회색 내지 담녹색 알코스질사암과 (녹)회색 사질 셰일 및 셰일 등은 이 층에도 포함된다. 진주층의 주향과 경사는 대체로 북동 5~30°및 남동 5~10°이고, 두께는 약 1,800 m이다.
사천 지질도폭(1969)에 의하면 마동층(하산동층)을 정합으로 덮으며 진주시 주약동과 가좌동, 호탄동, 내동면 동부, 정촌면 서부, 사천시 축동면 전 지역, 곤양면 동부 지역에 분포한다. 본 층은 주로 회색 사암, 셰일, 암회색 내지 흑색의 사암과 셰일의 호층, 암회색 이회암과 동시역암층을 협재한다. 사천시 축동면 사다리와 곤양면 중항리에는 본 층의 흑색 셰일 중에 렌즈상의 얇은 무연탄층이 협재된다. 본 지층의 일반적인 주향은 북동 20~40°, 경사는 남동 10~15°, 두께는 1,400 m이다.

### 진주휴게소 노두
진주시 호탄동의 남해고속도로 진주휴게소(부산방향)에 위치한 절개사면(북위 35° 09′ 38.43″ 동경 128° 07′ 27.26″ / 북위 35.1606750°  동경 128.1242389° )에는 진주층 내에 여러 단층들이 발달해 있다. 절개사면 상부에 주로 관찰되는 육안으로 변위가 뚜렷한 정단층 내지 횡인장성(transtension) 사교 이동 단층은 다양한 주향을 가지나 동-서 주향이 우세하며, 대부분 하부로 갈수록 경사각이 완만해지는 점완형 기하를 보인다. 단층면을 따라 방해석 광맥이 주입된 특징을 관찰할 수 있고 단층들의 수직 변위는 2 m 이내이다. 또한 진주층의 흑색 셰일 내에 연장이 뚜렷한 방해석 비프(beef; 층리에 평행한 섬유상 결정으로 이루어진 광맥, 북위 35° 19′ 37.38″ 동경 128° 07′ 28.29″ / 북위 35.3270500°  동경 128.1245250° )가 나타난다. 방해석 비프는 수 mm~3 cm의 두께를 가지며 수십 m까지 연장된다. 방해석 비프는 진주층이 다짐 작용을 받는 동안 셰일층 내에서 발달한 반복적인 과압력(Overpressure)에 의한 결과로 해석된다.

### 진주층 노두
오재호 외(1995)는 경상 누층군 내 석유 부존 가능성을 평가하기 위해 진주시 지역의 신동층군과 하양층군을 조사하고, 낙동층과 진주층에 좋은 저류층(사암)과 덮개암(이암) 역할을 할 수 있는 지층이 있으며 신동층군에는 1% 이상의 유기탄소를 포함하는 흑색 이암들이 발달하여 신동층군에서 건성 가스 부존의 가능성을 시사하였다. 낙동층 하부의 탄질셰일층과 진주층 중부의 흑색셰일층은 유기물의 함량이 높고 매우 낮은 잔류 생성 석유 잠재력을 보여준다. 현재 지층의 유기물은 탄화수소로 변환 가능한 부분이 모두 탄화수소로 바뀌고 남은 찌꺼기로 해석된다. 오재호 외는 남해고속도로를 따라 다음과 같은 진주층의 노두를 기재하였다. 이 지역에서 진주층의 두께는 약 1200 m 정도이다.
- 진주층 최하부의 노두는 남해고속도로 가화교 인근에서 발달한다. 이 노두에는 2매의 상향 조립화 경향을 보이는 사암，니질사암 및 사질이암으로 구성된다. 이 노두의 하부에는 두꺼운 (암)회색 및 흑색의 니질사암，사질이암과 박층의 사암층이 교한다. 니질사암에서는 박층의 이암과 실트스톤이 교호한다. 복족류 화석 및 탄화된 식물화석이 흔하게 산출된다. 노두의 중부는 상향조립화 경향을 보이는 괴상/층상 사암으로 구성된다. 사암체 하부에는 사암과 이암이 교호하며 사암체의 상부는 두꺼운 (암)회색의 이암, 실트스톤, 니질사암으로 구성되며，박층의 사암이 교호한다.
- 진주층 하부의 노두는 남해고속도로 축동 나들목 동쪽 1 km 지역에 발달한다. 이 노두는 상향조립화 경향을 보이는 2매의 사암체가 발달한다. 노두의 최하부는 (암)회색 이암, 니질사암, 실트스톤으로 구성된다. 노두의 중부는 두꺼운 (암)회색 이암，니질사암과 박층의 사암으로 구성된다. 니질사암은 박층의 이암, 실트스톤, 극세립사암이 교호하며 실트스톤 내에는 사층리와 점이층리가 발달한다. 노두의 상부는 중조립사암, 역질사암으로 구성된다.
- 진주층 중부의 노두는 남해고속도로 사천 나들목 서쪽 0.5 km 지역의 절개지에 발달한다. 이 노두는 두꺼운 (암)회색 이암과 얇은 사암이 교호한다.  일부 이암은 이암과 실트스톤이 교호한다.
- 진주층 상부의 노두는 남해고속도로 진주 나들목 북쪽 1 km 지역의 절개면에 발달한다. 이 노두는 4매의 사암체 및 역암체가 발달한다. 최하부의 사암체는 주로 괴상 및 층상의 중립/조립 사암으로 구성되며 이 사암체의 상부는 사암과 이암의 교호한다. 하부의 사암 및 역암체는 괴상, 층리 및 사층리를 보이는 역암, 역질사암, 사암으로 구성되나 각 단위층의 수평연장성은 불량하다. 사암체 상부에는 두께 1.5 m의 회색이암과 넓이 10 m 이상，두께 10 cm 내외의 판상 세립사암 및 실트스톤이 분포한다. 중부 사암체는 두께 1 m 내외의 (극)세립 사암으로 구성된다. 이 사암체 상부에는 박층의 실트스톤 및 세립사암층과 이암층이 교호하며，그 상부는 두꺼운 이암이다. 상부 사암체는 침식된 경계면 상부에 분포하며 조립/중립 사암으로 구성되고 사암체의 중부는 이암과 사암이 교호한다. 노두의 최상부에는 사암과 이암이 분포한다.

### 시추공
한국지질자원연구원(2024)은 경상국립대학교 가좌캠퍼스 내 진주층에서 754.3 m 깊이로 시추를 실시하여 지구과학적 특성을 조사하였다. 시추 지점은 진주층 상부에 해당하며 시추 코어의 암상은 진주층의 암회색 괴상 이암과 회색 사암이 교호한다. 시추코어 내에서 10개의 단층이 확인되었다. 또한 시추조사 부지 주변에서 야외 지질 조사를 실시하여 아래와 같은 7개 진주층 노두를 기재하였다.
| 좌표                                                                      | 행정구역                      | 위치                                                  | 방향 및 암석                       |
| ------------------------------------------------------------------------- | ----------------------------- | ----------------------------------------------------- | ---------------------------------- |
| 북위 35° 09′ 49.8″ 동경 128° 06′ 12.6″ / 북위 35.163833° 동경 128.103500° | 진주시 가좌동                 | 연암공과대학교 운동장2 남서측, 진주대로629번길 도로변 | 절리, 북동 24°/남동 10°            |
| 북위 35° 09′ 37.1″ 동경 128° 03′ 19.8″ / 북위 35.160306° 동경 128.055500° | 진주시 내동면 삼계리          | 약수암 입구, 망경로 도로변                            | 층리, 북동 14°/남동 14°, 사암/셰일 |
| 북위 35° 09′ 48.6″ 동경 128° 03′ 35.8″ / 북위 35.163500° 동경 128.059944° | 진주시 내동면 독산리          | 망경로(남강자전거길) 도로변 절개사면                  | 층리, 북동 24°/남동 16°            |
| 북위 35° 09′ 53.9″ 동경 128° 03′ 48.0″ / 북위 35.164972° 동경 128.063333° | 진주시 내동면 독산리          | 망경로(남강자전거길) 도로변 절개사면                  | 층리, 북동 24°/남동 10°            |
| 북위 35° 09′ 58.6″ 동경 128° 03′ 56.1″ / 북위 35.166278° 동경 128.065583° | 진주시 내동면 독산리          | 망경로(남강자전거길) 도로변 절개사면                  | 층리, 북동 44°/남동 8°             |
| 북위 35° 08′ 56.4″ 동경 128° 07′ 20.6″ / 북위 35.149000° 동경 128.122389° | 진주시 가좌동                 | 진주시 개양로 170-50 동측 도로변                      | 층리, 북동 34°/남동 14°            |
| 북위 35° 08′ 23.9″ 동경 128° 07′ 19.6″ / 북위 35.139972° 동경 128.122111° | 진주시 정촌면 화개리 죽봉마을 | 정촌면 화개길194번길 121 북동측 도로변                | 층리, 북동 24°/남동 12°            |
| 북위 35° 09′ 11.0″ 동경 128° 05′ 24.5″ / 북위 35.153056° 동경 128.090139° | 진주시 내동면 신율리          | 내동면 내동로219번길 15-4 입구                        | 층리, 북동 20°/남동 28°            |

### 진주 의암과촉석루
진주시 본성동 촉석루에는 아래 사진과 같은 진주층의 (암)회색 사암층이 분포하며 하식애가 발달한다. 진주 의암은 지질학적으로 진주층에 해당하는 바위이다. 사암은 괴상이며 특별한 퇴적 구조가 관찰되지 않는다.
진주 의암과 촉석루의 진주층
- 진주시 본성동 촉석루에 드러난 진주층 사암의 노두
- 진주시 본성동 촉석루의 진주 의암
- 촉석루 아래에 드러난 진주층의 노두이다.
북위 35° 11′ 21.7″ 동경 128° 04′ 55.2″ / 북위 35.189361°  동경 128.082000°

### 진주 호탄동 익룡·새·공룡 발자국 화석산지
진주 호탄동 익룡·새·공룡 발자국 화석산지(The Pterosaur, Bird and Dinosaur Tracksite of Hotan-dong, Jinju, 북위 35° 10′ 08.20″ 동경 128° 08′ 21.23″ / 북위 35.1689444°  동경 128.1392306° )에는 진주시 호탄동의 진주층 상에 있는 대한민국의 천연기념물 제534호로 익룡·새·공룡 발자국 화석이 풍부하게 산출된다. 이곳의 진주층은 세립 내지 중립질사암과 이암의 교호층이 지배적이다. 공룡 외에 수각류 및 새발자국 화석이 다수 발견되었으며 악어, 거북, 도마뱀 발자국과 세계에서 가장 작은 렙터 발자국 등 세계적으로도 희귀한 백악기 척추동물 발자국 화석이 보고된 곳이다. 이 화석 산지에서 수습된 화석과 보존 상태가 우수한 익룡 발자국 화석층 일부는 현재 진주익룡발자국전시관의 수장고와 보호각에서 확인할 수 있다.
경남진주혁신도시에 분포하는 진주층에서는 4차례에 걸친 발굴 조사를 통해 2,500개 이상의 익룡, 150개 이상의 공룡, 1,000개 이상의 새발자국과 악어, 거북, 도마뱀 및 포유류 발자국과 보행렬이 발견되었다. 3차와 4차 발굴 현장에서 새롭게 발견된 익룡 발자국 군집은 보존 상태, 개체수, 밀도 및 다양성 측면에서 세계에서 가장 큰 익룡 발자국 기록이 남아있다. 특히, 3차 발굴현장은 백악기 척추동물의 생흔분류, 화석생성, 육상생태적 측면의 종합적인 이해를 높일 수 있는 가치를 인정받아 2011년 11월 천연기념물로 지정되었고 2019년 11월 19일 개관한 진주익룡발자국전시관도 이 자리에 세워졌다. 화석산지 현장에서 산출한 진주층의 최대 퇴적연령은 약 106.5 Ma이며 백악기 알비절(Albian)에 대비된다.
포유류 화석 Koreasaltipes jinjuensis (2017. 6)
경남진주혁신도시 진주층에서 폴짝폴짝 뛰어가는(hopping) 듯한 쥐 크기의 포유동물 발자국이 발견되어 진주시의 이름을 따 Koreasaltipes jinjuensis으로 명명되었다. 화석이 발견된 CUE E4M001 표본은 9개 발자국이 찍혀 있으며 앞발(manus) 없이 발(pes)자국만 있다. 총 길이는 32.1 cm, 두 발 사이의 평균 폭은 2.13 cm, 발자국 간의 평균 보폭은 4.10 cm이다.
수각류 화석 (2018. 1)
경남진주혁신도시에서 Grallator, Corpulentapus, Asianopodus와 같은 수각류의 화석이 발견되었다. 발견된 직후 이들 화석이 보존된 진주층 암석 덩어리채로 통째로 뜯어내어 진주교육대학교의 창고와 고성공룡박물관으로 이송되어 면밀히 조사되었다. 이들 수각류 화석들은 중국의 압트절(Aptian) 발자국 화석과 대비가 가능하다.
랩터 화석 (2018. 8)
진주층의 건열이 드러난 곳에서 아주 작은 랩터의 발자국 화석 Dromaeosauripus jinjuensis, Dromaeosauripus hamanesis, Dromaeosauripus yongjingensis이 발견되었다. CUE JI-2E Dr001 표본에는 일자로 쭉 뻗은 7개 및 3개 화석과 불규칙적으로 고립되어 분포하는 8개 화석, 총 18개 화석이 약 1 cm의 크기로 드러나 있다.
개구리 발자국 화석 (2019. 4)
경남진주혁신도시에 분포하는 진주층에서 세계에서 가장 오래된 개구리의 발자국 화석이 발견되었다. 진주교육대학교의 김경수 교수는 진주익룡발자국전시관 개관을 위해 실험실에 보관하던 표본들을 이관하는 과정에서 화석 표본을 면밀히 조사하다가 HTB-043 셰일 표본에서 개구리 발자국 화석을 확인했다고 밝혔다.
소형 익룡 발자국 화석 Pteraichnus gracilis (2022. 3)
하수진 외(2022)는 진주익룡발자국전시관 부근의 진주층에서 기존의 보고된 익룡 발자국 화석과 구별되는 새로운 소형 익룡발자국 화석을 발견하고 Pteraichnus gracilis ichnosp. nov.으로 분류하였다. 익룔 발자국 화석의 평균 길이는 앞발 27.2 mm, 뒷발 27.8 mm, 평균폭 앞발 9.3 mm, 뒷발 12.3 mm이다. 화석 표본 CUE E4P007은 천연기념물로 지정된 충무공동 익룡, 새, 공룡 발자국 화석산지 인근에 위치한 제4차 진주혁신도시 화석문화재 발굴 현장에서 수집되었으며, 4차 발굴 현장은 6개의 익룡 발자국 층준이 발견된 3차 발굴 현장보다 층서적으로 약간 상위에 해당한다. 제3차, 4차 발굴 현장의 분포 암상은 대체로 동일하며, 이암이 교호하는 응회암/세립 사암, 이암으로 덮인 응회질/중립질사암, 응회질사암과 이암, 세립사암에서 미사암과 이암, 셰일 등으로 구성된다. 화석 표본은 현재 진주익룡발자국전시관에 전시되어 있다.

### 진주익룡발자국전시관
진주익룡발자국전시관(지번 : 진주시 충무공동 136, 도로명주소 : 진주시 영천강로68번길 22)은 아래 사진과 같이 경남진주혁신도시 개발 도중 드러난 진주층의 화석들을 전시하고 있는 박물관이다. 전시관 바로 옆에 진주 호탄동 익룡·새·공룡 발자국 화석산지와 함께 암회색 진주층의 노두가 대규모로 드러나 있다.

### 진주 정촌면 백악기 공룡·익룡발자국 화석산지

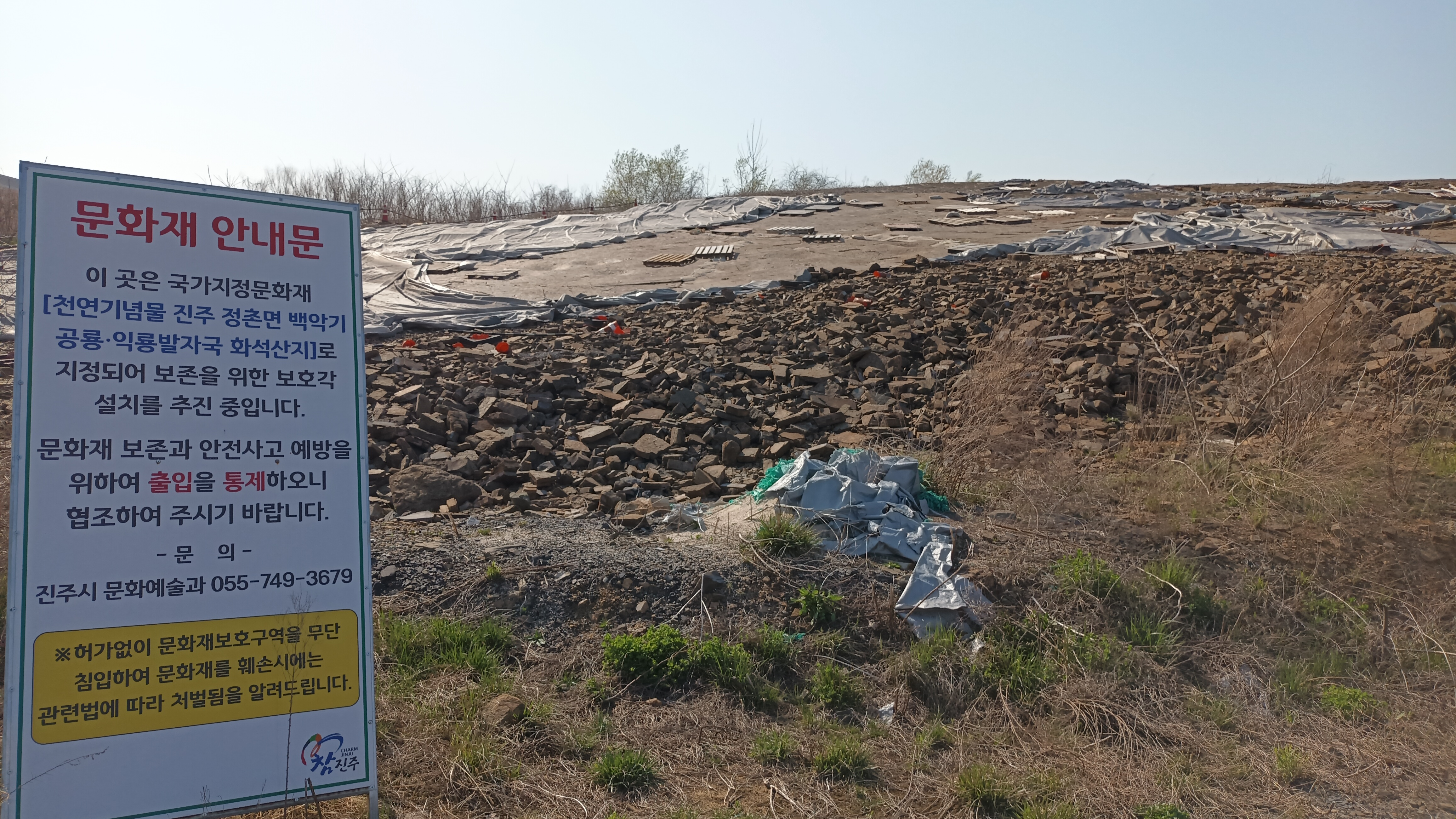
진주 정촌면 백악기 공룡, 익룡발자국 화석산지 단면

천연기념물 제566호 진주 정촌면 백악기 공룡·익룡발자국 화석산지는 단일 지역에서 공룡과 익룡의 발자국 화석을 비롯하여 다양한 척추동물의 발자국 화석들이 밀집되어 산출된 드문 사례로 한국의 백악기 척추동물 발자국 화석을 대표할 만한 모식 산지이다. 이 지역의 진주층에서는 공룡과 익룡 외에 어류, 곤충, 패류 등의 다양한 화석이 산출된다. 화석산지는 진주시 정촌면 예하리 아라소프트(도로명주소 : 진주시 정촌면 뿌리산단로 90) 남서쪽에 있으며 2024년 4월 현재 보존을 위한 보호각 설치가 추진 중이며 출입이 통제되어 있다.
- 최병도 등(2021)은 진주시 호탄동(북위 35° 09′ 36″ 동경 128° 07′ 26″ / 북위 35.16000°  동경 128.12389° ), 정촌 및 사천시 축동면 탑리(북위 35° 06′ 12″ 동경 128° 03′ 58″ / 북위 35.10333°  동경 128.06611° )의 진주층에서 Scabriculocypris yanbianensis, Cypridea khandae sp. nov., Cypridea samesi, Mongolocypris kohi, Lycopterocypris? cf. celsa, Candona sp., Djungarica sp. 6종의 패충류(Ostracoda) 화석을 발견하였다.[27]
- 진주시 정촌면 단면(북위 35° 07′ 45″ 동경 128° 06′ 02″ / 북위 35.12917°  동경 128.10056° )에서 Coptoclavidae과에 속하는 수서딱정벌레의 화석이 산출되었다. 정촌 단면에서는 약 40 m 두께의 진추층이 드러나 있다. 두 층준의 흑색 셰일에서 100여 개의 유충 화석이 산출되었으며, 성충의 파편으로 보이는 화석들도 많기에 추후 성충화석도 산출될 가능성이 높다. 이 셰일 층준들에서는 앞서 언급한 등각류인 Archaeoniscus, 거미 화석과 함께 식물화석, 물고기, 개형충, 패각류 등이 산출되며, 잠자리목, 딱정벌레목, 파리목, 벌목, 노린재목, 매미목, 메뚜기목, 풀잠자리목 등에 속하는 곤충 화석이 다수 발견되었다.[28]
- 진주시 정촌면 단면(북위 35° 07′ 45″ 동경 128° 06′ 02″ / 북위 35.12917°  동경 128.10056° )의 진주층의 암회색 셰일 조각에서 메뚜기목(Orthoptera)에 속하는 Panorpidium spica sp. nov.의 화석이 발견되었다.[29]
- 진주시 정촌면 예상리(북위 35° 06′ 50.57″ 동경 128° 06′ 29.91″ / 북위 35.1140472°  동경 128.1083083° )의 정촌뿌리산업단지 조성 공사 중 육식 공룡의 발자국 화석이 발견되었다. 화석은 진주층 사암으로 구성된 단일 성층면에 오목한 형태로 나타나며 그 수는 천 개 이상으로 추정된다. 이 외에도 소형 수각류, 익룡, 새, 악어, 거북 발자국 화석과 어류, 곤충, 패갑류 화석 등이 발견되었다.
- 진주시 정촌면 예하리 일대 진주층의 노두에서 백악기 개형충의 화석이 산출되었다. 주로 흑색 셰일에서 산출된 개형충은 형태학적 특징에 따른 분류를 통하여 총 7속 13종이 기재되었다. 산출된 개형충 속 가운데 Lycopterocypris, Limnocypridea?, Djungarica 및 Darwinula는 백악기 지층에서 풍부하게 산출되는 개형충이나, 진주층에서는 처음으로 보고되는 속들이다. 전체 개형충 화석 군집은 Cypridea 속이 6종으로 종 다양성이 가장 높았으나 개체수에서는 Mongolocypris 속이 매우 우세하였다. 이 지역에서 산출된 개형충 화석 군집은 전형적인 담수성 개형충으로, 특히 호수환경에서 서식했던 개형충 분류군으로 이루어져 있다. 이는 진주층이 퇴적될 당시 의 고환경이 담수성 호소 환경이었음을 지시해준다. 진주층의 개형충 화석 군집을 통한 생층서 연대는 알비안(Albian)으로 해석되었다.[30]
- 진주시 정촌면의 정촌산업단지에 분포하는 진주층(북위 35° 07′ 45″ 동경 128° 06′ 02″ / 북위 35.12917°  동경 128.10056° )에서 동일종에 속하는 것으로 추정되는 화석 잠자리의 날개, 유충 및 몸통이 분리된 상태로 다량 발견되었다. 이들은 Hemeroscopidae 과의 Hemeroscopus baissicus로 확인되며 이는 시베리아, 중국, 몽골, 우리나라 등 동북아시아 지역의 백악기 지층에서만 발견된다.[31]'
- 진주시 정촌 단면(북위 35° 07′ 45″ 동경 128° 06′ 02″ / 북위 35.12917°  동경 128.10056° )과 사천시 사남 단면(35°03'59.42"N, 128°04'7.03"E)의 진주층 흑색 셰일에서 Korearachne jinju를 포함해 다양한 종류(전체 10종류)의 거미 화석이 산출되었다.[32]
- 2019년 진주시 정촌 단면(북위 35° 07′ 45″ 동경 128° 06′ 02″ / 북위 35.12917°  동경 128.10056° )에서 Megalithomerus magohalmii gen. et sp. nov. 그리고 Koreagrypnus jinju gen. et sp. nov 2종의 새로운 방아벌레상과(Elateridae 또는 Click beetles, 방아벌레상과에 속함)의 화석이 발견되었다. 후자는 화석이 발견된 진주시의 이름을 따서 명명되었다.[33]

### 기타 화석

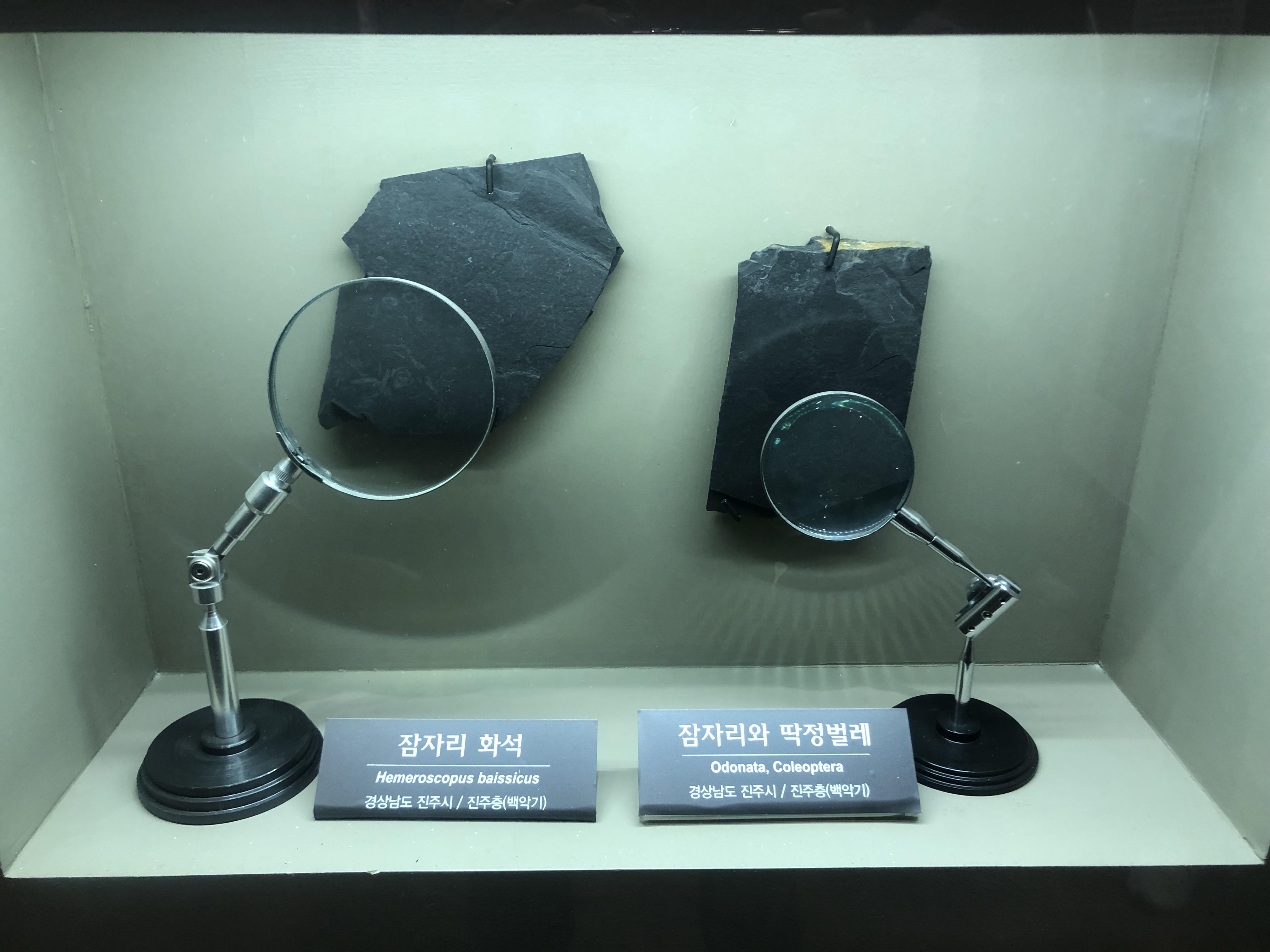
진주시 내 진주층 잠자리와 딱정벌레 화석, 국립중앙과학관 전시

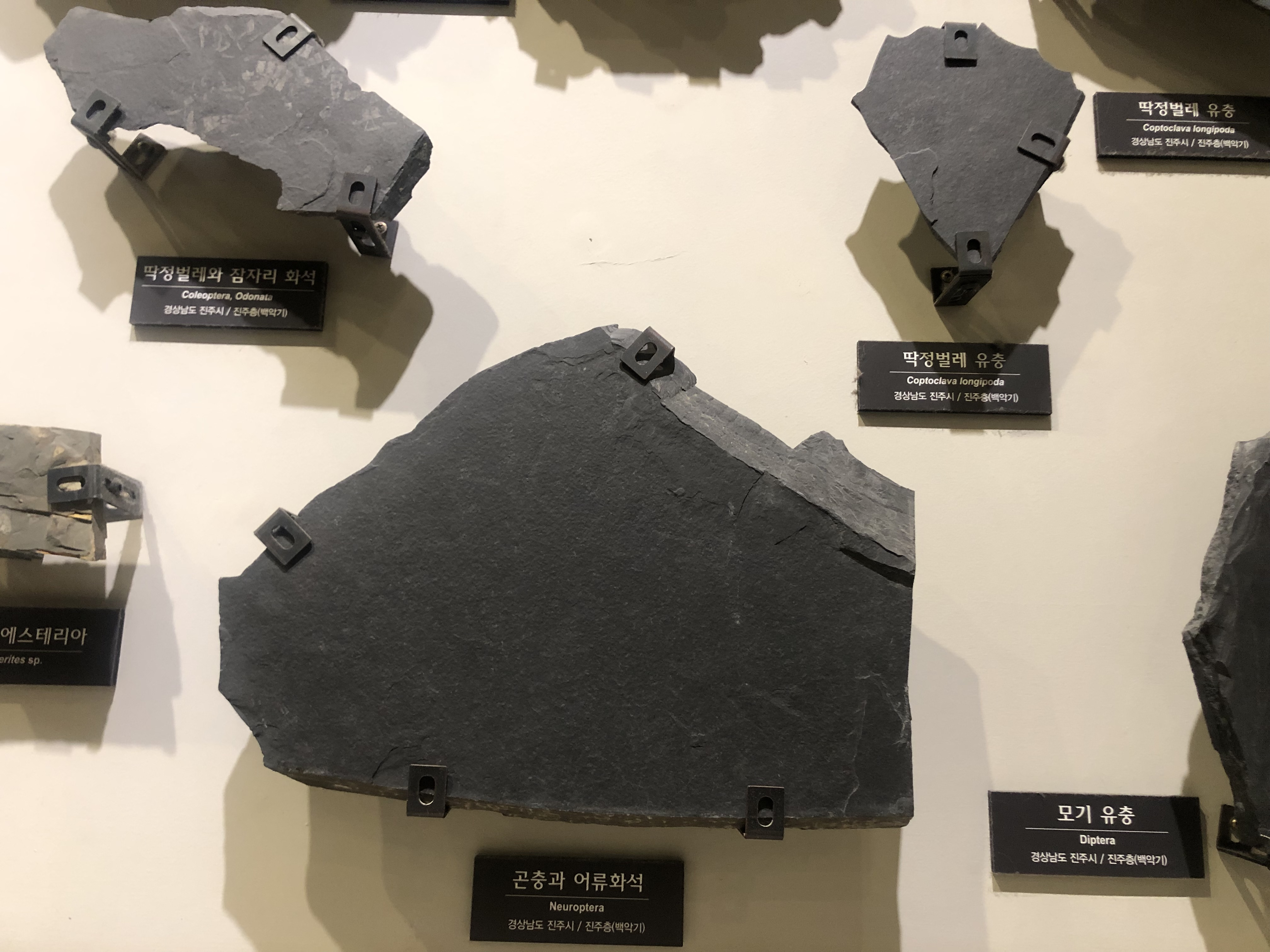
진주시 내 진주층의 화석, 국립중앙과학관 전시

백인성 등(2019)은 진주시 집현면 지역의 진주층 하부와 정촌면 지역의 진주층 상부에 발달한 함화석층을 대상으로 퇴적 특성과 고환경을 분석하였으며, 이를 바탕으로 이들 화석층이 가지는 층서적 의미를 해석하였다. 집현면 지역의 복족류패각화석층에는 Brotiopsis kobayashi, Thiara sp. 등의 복족류 화석이, 식물화석층에는 양치류 화석 Ruffordia 그리고 탄질셰일층 내에 나타나는 식물 줄기 화석 등이 나타난다. 이외에 이매패류 화석 Plicatuonio sp.의 화석 등이 산출되었다. 하천이 수반된 이질평원과 천호저 기원의 퇴적층으로 해석된다. 정촌 지역의 함화석층은 전반적으로 곤충화석층이 반복적으로 발달하고 개형충화석층이 간헐적으로 나타난다. 정촌 지역 화석층의 형성에는 호저로 유입된 저탁류가 전반적으로 영향을 미친 것으로 해석되며, 퇴적과정에는 건조 기후가 발달하는 가운데에 호수환경은 일정기간 지속적으로 유지된 것으로 해석된다.

## 경상 누층군칠곡층
진주 지질도폭(1969)에 의하면 하위의 진주층을 정합으로 덮으며 의령군 가례면 남서부, 화정면 면소재지, 진주시 대곡면 덕곡리와 가정리, 금산면 동부에 이르기까지 북북동 방향으로 분포한다. 주로 자색의 사질셰일과 셰일로 구성된다. 층리의 주향과 경사는 북동 10~20°및 남동 10°내외이며 두께는 약 600 m이다.
사천 지질도폭(1969)에 의하면 하위의 진주층을 정합으로 덮고 상위의 신라 역암층에 의해 덮여 있다. 자색(赭色) 및 회색 사암, 이암, 셰일 등으로 구성되어 있다. 지층의 최대 두께는 500 m이며 남으로 감에 따라 협소해지는 경향이 있다. 도폭 내 문산읍 서부, 정촌면 동부, 정동면 서부에 이르기까지 북북동 방향으로 분포한다.
오재호 외(1995)는 경상 누층군 내 석유 부존 가능성을 평가하기 위해 진주시 지역 신동층군과 하양층군을 조사하였다. 진주 지역에서 칠곡층의 두께는 600 m 정도이며 칠곡층 하부의 노두는 남해고속도로 문산 나들목 절개면에 발달한다. 이 노두는 두꺼운 적색 이암과 수평연장성이 불량한 사암으로 구성된다. 노두의 최하부는 생교란을 심하게 받은 두꺼운 적색 니질사암으로 구성되며 박층의 이암이 협재된다. 이 니질사암은 상부의 세립사암에 의해 침식되었으며 그 경계는 심한 생교란으로 불분명하다.
한국지질자원연구원(2024)는 진주시 지역에서 시추 조사를 실시하면서 주변 지역에서 야외 지질 조사도 병행하여, 아래와 같이 3개 지점에서 칠곡층의 노두를 기재하였다.
| 좌표                                                                      | 행정구역             | 위치                                 | 방향 및 암석                          |
| ------------------------------------------------------------------------- | -------------------- | ------------------------------------ | ------------------------------------- |
| 북위 35° 08′ 18.3″ 동경 128° 07′ 31.6″ / 북위 35.138417° 동경 128.125444° | 진주시 정촌면 화개리 | 정촌면 정촌로423번길 146 북측 도로변 | 층리, 북동 28°/남동 9°                |
| 북위 35° 07′ 44.2″ 동경 128° 08′ 23.8″ / 북위 35.128944° 동경 128.139944° | 진주시 정촌면 관봉리 | 봉동마을 북서측, 문정로 도로변       | 층리, 북동 34°/남동 16°               |
| 북위 35° 07′ 42.7″ 동경 128° 07′ 54.2″ / 북위 35.128528° 동경 128.131722° | 진주시 정촌면 소곡리 | 미노실못 남서측, 정촌로 도로변       | 층리, 북동 24°/남동 8°, 회색 괴상사암 |
| 북위 35° 08′ 33.3″ 동경 128° 08′ 39.6″ / 북위 35.142583° 동경 128.144333° | 진주시 문산읍 두산리 | 용소소류지 남동측, 문정로 도로변     | 층리, 북동 34°/남동 10°               |
| 북위 35° 08′ 54.9″ 동경 128° 08′ 22.7″ / 북위 35.148583° 동경 128.139639° | 진주시문산읍 두산리  | 문산읍 문정로 471-171 북측           | 층리, 북동 44°/남동 10°               |

### 진주 남강암

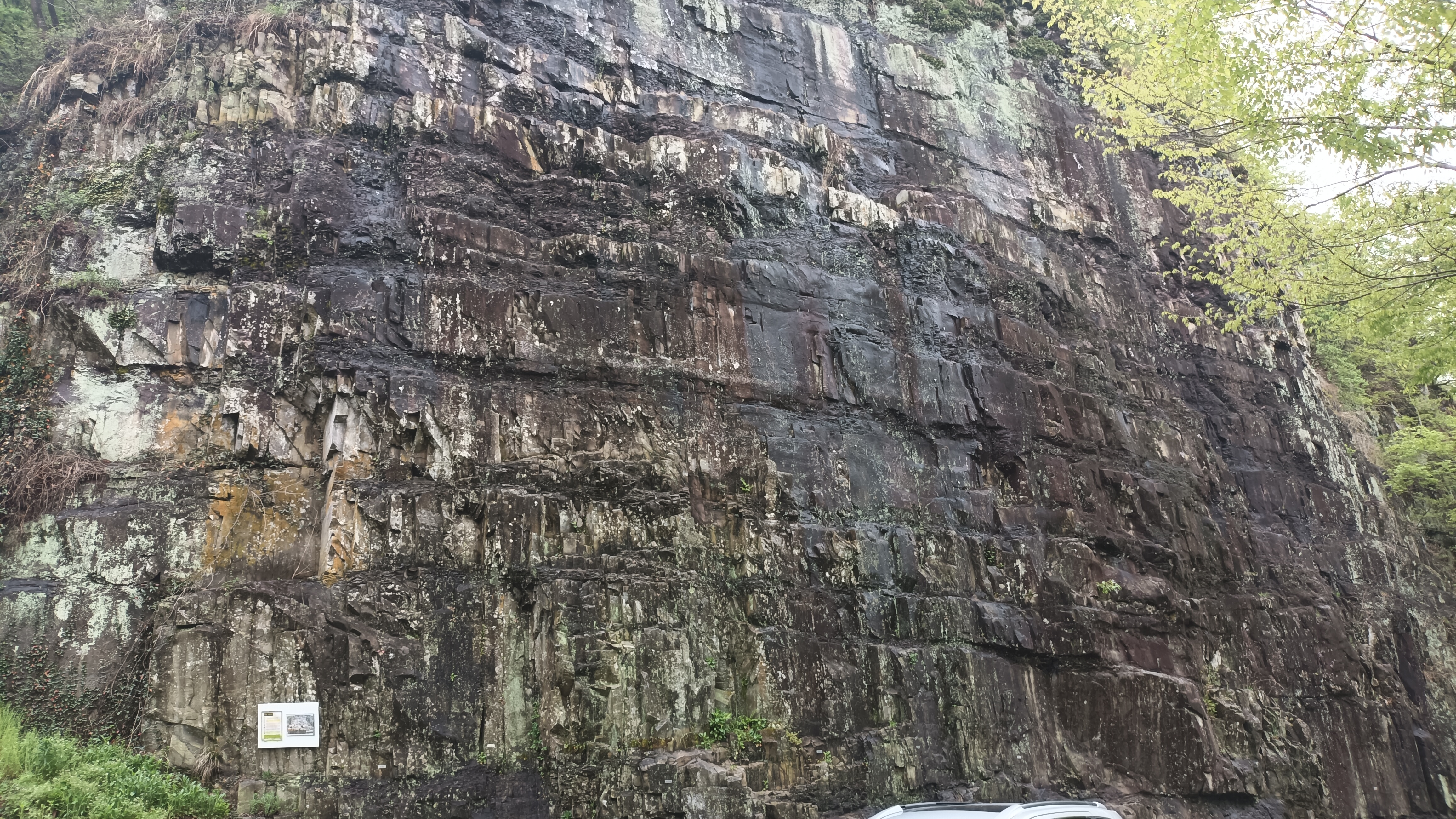

진주 남강암은 진주시 대곡면 와룡리 산 228 남강 강변에 위치한 칠곡층 바위로 암벽 등반장으로 이용되고 있다. 진주시 대곡면 덕곡길 221 (도로명주소) 북서측으로 난 1차로 비포장 농로로 접근할 수 있다.

## 경상 누층군신라 역암층
진주 지질도폭(1969)에 의하면 하위의 칠곡층을 정합으로 덮는다. 본 역암층은 그 색이 자회(赭灰)색, 갈회색, 암회색 등을 띠고 그 장축이 3~5 cm인 역들과 함께 20 cm에 이르는 역이 불규칙하게 혼합되어 있다. 이 역들은 대부분 규암, 흑색 셰일, 흑회색 사질셰일, 화강암질암, 중성 내지 염기성의 화산암류들로 구성된다. 지층의 주향은 남-북 내지 북동 25°이며 경사는 남동 5~10°이다. 두께는 진주시 문산읍 상문리에서 약 200 m 이고 북부로 갈수록 얇아져 약 150 m이다.
사천 지질도폭(1969)에 의하면 하위의 칠곡층을 정합으로 덮고 함안층이 신라 역암층 위에 정합으로 덮여 있다. 본 층은 사천읍 동부에서 북동 30°의 주향을 갖고 북에서 진주시 문산읍 삼곡리, 정촌면 관봉리, 사천시 사남면 화전리 소재 성황당산, 용현면 신복리 소재 봉대산, 용현면 구월리 등지에 대상 분포한다. 경사는 남동 10~15°이며 두께는 200 m 내외이다.
삼천포 지질도폭(1983)에 의하면 하위의 칠곡층을 정합적으로 덮으며 역암층과 사암 또는 사질셰일(특히 자색)이 교호(交互)하는 경우가 많다. 역의 크기는 1~2 cm, 최대 30 cm 이상에 달하는 것도 있다.
오재호 외(1995)는 진주시 문산읍 1 km 서쪽의 국도 제2호선 도로 절개면에 발달하는 신라 역암층의 노두를 기재하였다. 이 노두의 하부는 판상의 성층 역암(stratified conglometate)으로 구성된다. 역암 단위층은 수평 연장성이 불량한 잔자갈, 중자갈 및 역질사암이 교호하나 그 경계는 불분명하다. 역은 주로 안산암질 응회암 및 안산암으로 구성되며 석영맥 및 규암도 일부 포함한다. 노두의 상부는 적색의 니질사암 및 니질역암으로 구성된다.
한국지질자원연구원(2024)은 진주시 지역에서 시추 조사를 실시하면서 주변 지역에서 야외 지질 조사도 병행하여, 아래와 같이 3개 지점에서 신라 역암층의 노두를 기재하였다.
| 좌표                                                                      | 행정구역             | 위치                           | 방향 및 암석            |
| ------------------------------------------------------------------------- | -------------------- | ------------------------------ | ----------------------- |
| 북위 35° 06′ 50.3″ 동경 128° 08′ 34.3″ / 북위 35.113972° 동경 128.142861° | 사천시 사천읍 두량리 | 관율저수지 동측, 관율길 도로변 | 층리, 북동 16°/남동 10° |
| 북위 35° 07′ 06.8″ 동경 128° 08′ 47.6″ / 북위 35.118556° 동경 128.146556° | 진주시 정촌면 관봉리 | 봉전골 남측, 무선산로 도로변   | 층리, 북동 54°/남동 18° |
| 북위 35° 07′ 39.4″ 동경 128° 09′ 10.3″ / 북위 35.127611° 동경 128.152861° | 진주시 정촌면 관봉리 | 봉동소류지 북측, 문정로 도로변 | 층리, 북동 51°/남동 18° |

## 경상 누층군함안층
진주 지질도폭(1969)에 의하면 하부의 신라 역암층을 정합으로 덮고 있으며, 주로 자색(赭色)의 사질 셰일과 셰일로 구성되어 있다. 이들은 많은 부분이 석회질이며 간간히 자색(赭色)을 띄는 (니질)석회암을 협재하고 있다. 자색의 사질 셰일은 응회암질인 경우도 있다. 함안층의 주향은 남-북 내지 북동 30°이며 경사는 남동 10°내외이다. 두께는 450 내지 800 m이다.
사천 지질도폭(1969)에 의하면 하위의 신라역암층을 정합으로 덮으며 진주시 진성면 전 지역, 문산읍 동부, 금곡면 전 지역, 정촌면 최동단, 고성군 영오면 서부, 사천시 사천읍과 정동면, 사남면 동부지역에 넓게 분포한다. 함안층의 주향은 북동 30°, 경사는 남동 10~15°이며 두께는 1,500 m이다. 회색 및 자색 사암, 셰일 등으로 구성되어 있다.
한국지질자원연구원(2024)은 진주시 지역에서 시추 조사를 실시하면서 주변 지역에서 야외 지질 조사도 병행하여, 아래와 같이 3개 지점에서 함안층의 노두를 기재하였다.
| 좌표                                                                      | 행정구역                           | 위치                        | 방향 및 암석                                 |
| ------------------------------------------------------------------------- | ---------------------------------- | --------------------------- | -------------------------------------------- |
| 북위 35° 06′ 49.6″ 동경 128° 09′ 39.2″ / 북위 35.113778° 동경 128.160889° | 진주시 정촌면 관봉리/금곡면 인담리 | 고개 정상부 무선산로 도로변 | 층리, 북동 34°/남동 12°, (암)회색 중립질사암 |
| 북위 35° 08′ 07.8″ 동경 128° 09′ 37.7″ / 북위 35.135500° 동경 128.160472° | 진주시 문산읍 두산리               | 계리마을 서측 정촌로 도로변 | 역암과 응회질사암                            |
| 북위 35° 08′ 53.1″ 동경 128° 10′ 40.6″ / 북위 35.148083° 동경 128.177944° | 진주시 문산읍 이곡리               | 문산읍 이곡길 82 동측 사면  | 층리, 북동 54°/남동 20°, 적색 중립질사암     |

### 진주 가진리 새발자국과 공룡발자국화석 산지
진주시 진성면 가진리의 경남과학고등학교 및 경상남도과학교육원 구내 공사장의 함안층 노두에서 1997년 5월 20일 수천 개 이상의 새발자국 화석이 발견되었다. 본 지역의 지층은 함안층 하부에 해당하며 주로 갈색의 세립질 사암, 담회색 사암, 미사암, 셰일로 구성되고 북동 30°의 주향과 남동 10°정도의 경사를 보인다. 새발자국이 발견되는 층준의 성층면에서는 연흔, 건열, 우흔 등의 구조가 발견되며 수직 단면에서는 사층리도 관찰된다. 새발자국 대부분은 함안군 칠원읍에서 보고된 Koreanaornis hamanensis Kim이며, 물갈퀴 새발자국인 Uhangrichnus chuni Yang et al.도 발견된다. 새발자국 이외에 소형 수각류와 소수의 익룡의 것으로 생각되는 발자국과 무척추동물의 생흔 화석도 발견된다. 생흔 화석과 연흔, 건열, 우흔 등의 구조는 퇴적 당시 건기와 우기가 교호되는 얕은 호수나 늪지의 환경이었음을 지시한다. 현재 천연기념물 제396호로 지정된 가진리 공룡발자국 및 새발자국 화석산지는 경상남도과학교육원의 화석 전시관(도로명주소 : 진성면 가진리 75-18)에서 볼 수 있다.
경상남도과학교육원 과학관 내 진주 가진리 새발자국과 공룡발자국화석 산지
- 경상남도과학교육원 과학관 입구
- 야외전시장의 화석 (이하 동일)
- 화석문화재전시1관 전시장 입구
- 함안층 노두 위의 발자국 화석 및 연흔 및 건열구조
- 화석문화재전시1관 전경

### 롤업 구조
진주시 진성면 상촌리 지역의 함안층에서 국내 최초로 롤업(Roll-up)구조가 발견되었다. 롤업구조는 건열 기원의 퇴적 구조로서, 얇은 니질 퇴적층이 수축에 의해 나선형 내지 원통 모양으로 말린 구조를 말한다. 연구의 대상이 된 지역은 진주시 진성면 부근 국도 제2호선의 확장 공사 시 노출되었던 절취사면 지역으로 롤업구조를 함유한 전석이 산출된 퇴적층은 노출 단면의 두께가 40여 m에 이르며, 크게 중립 내지 세립사암, 이막(泥膜)을 갖는 세립사암, 세립사암 내지 실트스톤과 이암 및 셰일 등으로 구성되어 있다. 이들 퇴적층들의 색깔은 대체적으로 붉은색이 우세한 가운데에 녹색 내지 녹회색이 교호되는 양상을 띤다. 전반적으로 노출된 퇴적층의 하부는 수 십 cm 두께의 세립사암이 지배적이며, 상부는 세립사암과 이암의 호엽층이 우세한 경향을 보인다. 사암층 위를 점이적으로 덮는 이막 및 이암의 표면에는 연흔과 건열 구조가 흔히 발달되어 있으며, 여러 유형의 흔적 화석, 침식에 의한 다양한 형태의 표면 구조, 우흔(雨痕) 등이 보존되어 있다. 또한 조각류와 수각류 공룡의 발자국과 새발자국 화석이 간헐적으로 나타난다.

## 같이 보기
- 경상 누층군 진주층
- 하동군의 지질
- 사천시의 지질
- 산청군의 지질
- 합천군의 지질
- 의령군의 지질
- 창원시의 지질
- 고성군 (경상남도)의 지질
- 부산광역시의 지질
- 대구광역시의 지질
- 한국의 지질